# Mondmilchloch

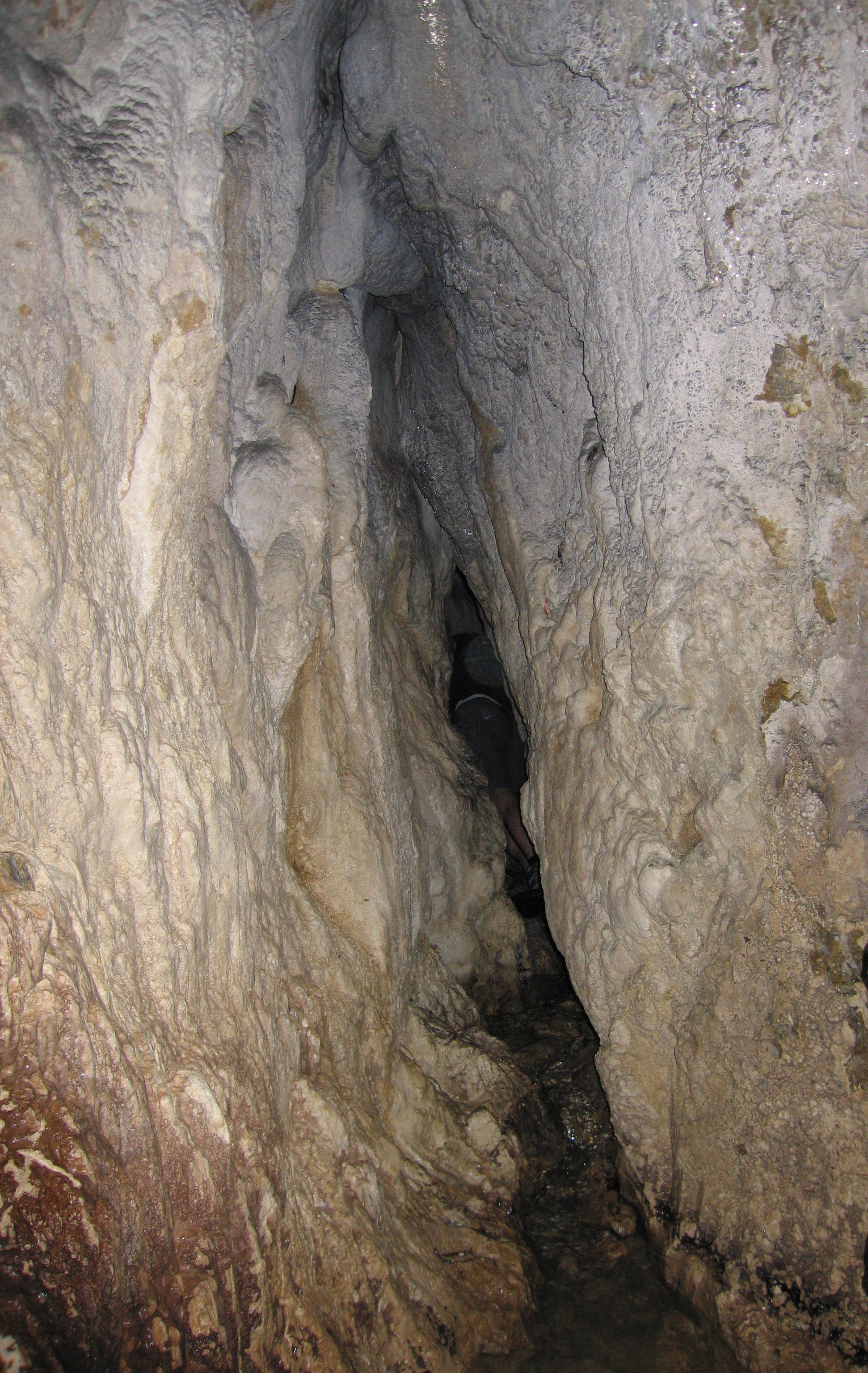
Peștera Mondmilchloch

Peștera Mondmilchloch (latină lac lunae; română lapte de lună) este denumirea folosită pentru fenomenul carstic de depunere de calcită în peșteră, care este situată pe Muntele Pilat din Elveția.

## Descriere
Peștera Mondmilchloch se află pe versantul sudic al muntelui Pilat, la altitudinea de 1710 m deasupra n.m.. Intrarea peșterii nu se poate vedea decât din apropiere, ca orientare poate servi marcajul turistic portocaliu și pârâul care izvorăște din peșteră.
Peștera are o lungime de 108 m, cu o diferență de nivel de 20 de m. La intrare are o înălțime de 40 de m, urmează un gang sub formă de crăpătură, care după 52 de m devine mai îngustă și mai joasă, după ca 62 de m urmează o cascadă de 3 m, urmat de o zonă înclinată cu trepți la 80 de m urmează o deschidere în peretele lateral din care curge apă, urmând zona cea mai îngustă a peșterii de 20 cm (Cursa de șoareci). La 100 dem urmează a doua cascadă de 2,2 m înălțime, urmat de izvorul pârâului care curge printr-o deschiderere din tavanul peșterii.

## Istoric
Peștera este amintită pentru prima oară în anul 1555, fiind numită „Mondmilchloch” de  Conrad Gesner fiind înregistrată oficial sub numele de  "Lac Lunae" calcita (carbonatul de calciu poros) fiind recomandată în cazuri de rahitism până în secolul XIX de medici.